# Sílvio Nascimento
Sílvio Emerson de Sousa Ferreira do Nascimento (11 de novembro de 1987 (37 anos)) é um ator natural de Lubango, província da Huíla. 
Em 2018 foi vencedor do Globo de Ouro Angola para Melhor actor.
Em 2017 venceu o Prémio Moda Luanda para Melhor actor. 

## Biografia
Sílvio Nascimento começou por fazer teatro aos sete anos de idade na escola de madres “Sé Catedral”.
Aos 18 anos entra para o grupo teatral Os Vozes Soltas, onde começou a trabalhar profissionalmente. Com o dinheiro que ganhava dos espectáculos nos quais participava e organizava, fez formações, cursos técnicos e oficinas de teatro por vários sítios por onde passava, como por exemplo a formação de Teatro e dança no ballet nacional de Luanda, em 2006. 
Em 2008 ingressa para o grupo Henrique artes, onde começa a internacionalizar os seus trabalhos com a peça “Hotel Komarka”. Cabo verde, Brasil, Portugal, Moçambique, África do Sul e Estados Unidos da América foram os destinos por onde passou com a peça. 
Nessas viagens, Sílvio participou em oficinas de teatro de Nova York, Miami Beach, companhia de Curtis Ballard e de comunidades brasileiras. 
Ainda em 2008, Sílvio entra no mundo cinematográfico no filme “Reduzidos a Nada” de Jack Caleia e Divua António.
No ano de 2009 além do filme "Assaltos em Luanda 2”  fez uma participação no programa de TV "Conversas no Quinta", com a interpretação do primo do Sidônio (ator principal da série). 
Em 2010 integrou o elenco do programa semanal de TV sobre luta contra a discriminação do VIH “Stop SIDA” e durante dois anos foi o rosto principal do programa, tendo feito mais de 29 episódios que o tornaram reconhecido do público angolano.
Em 2011, enquanto membro do Henrique Artes, vence o prémio “Festlip” de melhor grupo da CPLP.
No ano seguinte, em 2012, é vencedor do Prémio Nacional de Cultura e Artes em Angola. 
No ano de 2013 fez o filme e série “Njinga Rainha de Angola” com o personagem Kasa Cangola com o qual venceu o seu primeiro prémio internacional de cinema em Jakarta. O filme teve várias nomeações em festivais de todo o mundo.Foi visto em vários pontos do globo, nomeadamente Brasil, Londres, Canada ,New York, Tailândia entre outros. 
Sílvio foi nomeado duas vezes consecutivas para os troféus "Moda Luanda" (2014 e 2015), na categoria de Melhor Actor de Angola e recebeu a distinção de melhor actor pela TV ZAP no Programa Zap News. 
Em 2015 e 2016 integrou o elenco da telenovela Jikulumessu, com a personagem Paulo Almeida, técnico de laboratório forense, estudante de psicologia e eterno apaixonado pela sua professora Flor Loca. Com este trabalho, o ator ganhou o prémio Seul International AWARDS na categoria de melhor série dramática que percorreu o Mundo legendada em várias línguas. 
Sílvio Nascimento recebeu do corpo diplomático de Angola na América o título de Embaixador da Cultura Jovem Angolana nos EUA. Tem duas nomeações aos “Emmys International TV Festival” pelas novelas Windeck em 2014 e Jikulumessu em 2015.

## Televisão
| Ano  | Produção                  | Personagem        | Canal |
| ---- | ------------------------- | ----------------- | ----- |
| 2020 | O Clube                   | Pedrosa           | SIC   |
| 2020 | Até que a vida nos Separe |                   | RTP   |
| 2019 | Teorias da Conspiração    | Romeu             | RTP   |
| 2018 | Vidas Opostas             | Chico Guedes      | SIC   |
| 2017 | Paixão                    | Jacob             | SIC   |
| 2016 | Amor Maior                | Augusto           | SIC   |
| 2014 | Jikulumessu               | Paulo Almeida     |       |
| 2013 | Windeck                   |                   |       |
| 2013 | Njinga                    | Jaga Kasa Cangola |       |
| 2010 | Stop Sida                 |                   | TPA   |

## Cinema
| Ano  | Filme                     | Personagem        | Realização                      |
| ---- | ------------------------- | ----------------- | ------------------------------- |
| 2019 | Depression                | Kiamy             | Dércio Tomás Ferreira           |
| 2019 | Marcação Cerrada          | Varamda           | Mawete Paciência                |
| 2018 | Linhas de Sangue          | Baltazar          | Sérgio Graciano e Manuel Pureza |
| 2018 | Falso Perfil              | José Luís         | Dorivaldo Fernandes             |
| 2013 | Njinga - Rainha de Angola | Jaga Kasa Cangola |                                 |
| 2014 | Marcas do Passado         | Somboca           | José Ambriz                     |
| 2009 | Assaltos em Luanda 2      |                   | Henrique Narciso Dito           |
| 2008 | Reduzidos a nada          | João Kifumbe      | Jack Caleia                     |

## Teatro
| Ano  | Peça de tetaro                      | Personagem             | Direção       |
| ---- | ----------------------------------- | ---------------------- | ------------- |
| 2015 | A Árvore                            | Governador             | Miguel Hurst  |
| 2014 | É minha Gente; Temos o Mesmo Cheiro | Narrador Principal     | Flávio Ferrão |
| 2013 | A História que Marcou o Sul         | Bruxo Tchilingutila    | Flávio Ferrão |
| 2013 | Tolos, Nem por isso                 |                        | Flávio Ferrão |
| 2012 | Uma Paixão do Caraças               | Padre Andreas Clogorin | Flávio Ferrão |
| 2011 | Neto: Pai, Amigo e Camarada         | Agostinho Neto         | Flávio Ferrão |
| 2009 | Hotel Kmoarca                       | Turbo                  | Flávio Ferrão |